# Belisana huberi
Belisana huberi es una especie de arañas araneomorfas de la familia Pholcidae.

## Distribución geográfica
Es endémica de la isla de Hainan (China).